# 黃昏的禁忌之藥
《黃昏的禁忌之藥》是由AKABEiSOFT2的姊妹品牌あっぷりけ於2010年7月22日發售的成人戀愛冒險遊戲。2012年12月14日發售《黄昏の先にのぼる明日 -あっぷりけFanDisc-》，遊戲收錄了黃昏的禁忌之藥、見上げた空におちていく、コンチェルトノート的Fan disc、外傳、短篇故事以及麻將遊戲。2013年1月17日由サイバーフロント發售PlayStation Portable移植版《黄昏のシンセミア portable》。

## 概要
的「シンセミア」為西班牙語：，意思是無種子，指的是栽培大麻的特殊種法，由於大麻授粉會使四氫大麻酚（THC）下降，因此藉由複製無籽雌株來繁植大麻，以提高四氫大麻酚（THC）的含量，以增加麻藥的產量與原料效果。本作以「羽衣傳奇」為主軸並加入了怪誕與奇譚的元素，進行謎團的探尋與感情的養成，將不同的過往故事的斷塊一片一片的組成完整，在所有必須的要素達成後，最終劇本「シンセミア」就會出現，解開前面所有路線所探尋的謎題。

## 世界觀
御奈神村是一個神社村落，鎮上流傳著天女傳說，神社後方的湖泊，是天女降臨洗滌羽衣之地。傳說中村莊的山中住著山童，一直以來，山中也確實不時的發生神祕與不尋常的事。

## 故事
正在就讀民俗系的主人公皆神孝介在大學的暑假時，沒有同自己的教授去田野調查，而接受了阿姨岩永皐月的邀約，來到故鄉御奈神村打工。
因炎熱昏迷的他夢見了身批羽衣的仙女，正在模糊間被少女所喚醒，來到了阿姨岩永皐月的家里，並與喚醒他的少女翔子再度不期而遇。翌日，花了一天熟悉這座村子後，在回家的路上遇見神祕的女性銀子。隔天孝介認識城鎮時，參觀了位於村中的神社，無意間闖入神社的他，被正在練習神樂的春日伊呂波因為不知道是他而喝斥了出去，然而伊呂波最後還是認出了他那久而未見的青梅竹馬孝介，原來春日伊呂波在練習神樂是為了準備神社即將到來的祭典。
平和的日子過了幾天後，神社的後山中突然出現奇怪的騷動，接著晚上時山中冒出腐壞的味道，原先以為是山中有熊出沒，對於山進行封鎖。然而翔子卻因擔心小狐狸而來到了山中，擔心翔子遇到襲擊的孝介也進入了山里，在帶翔子回家的途中，遇見了腐爛的怪物，與怪物搏鬥後差點死亡的他，從怪物身上抓出顆青色的石頭。雖然沒有死亡，然而孝介也受了傷進去醫院檢查，出院的他回到正要回阿姨家時，卻發現妹妹皆神咲夜因擔心音訊全無的哥哥也到了御奈神村。

## 登場角色

### 主要角色
皆神孝介
身高：178cm。體重：68kg。
本作主人公。就讀民俗系的大學生，因為受到阿姨岩永皐月的邀約，回到故鄉御奈神村打工。過去由於母親過世的關係，與父親及妹妹さくや一同生活。是個善於探求的人，對事情能以客觀的方式分析，對於民俗學的知識相當淵博。平常都很正經，與妹妹相處時除外，喜歡逗妹妹玩跟妹妹吵架。
皆神咲夜（又譯 皆神沙久耶）（聲：平山紗弥）
身高：167cm。體重：57kg。三圍：B85/ W61/ H88。
皆神孝介的妹妹。因為要上學而住在宿舍，平常以郵件與孝介保持聯繫。因為很著急哥哥的情況而來到御奈神村，因為低血壓的關係，舉措較他人有無力感。是個彬彬有禮的女孩，與人相處是不冷不熱的淡然，對哥哥孝介除外，會吐槽自己的哥哥。
岩永翔子（聲：夏野冰）
身高：145cm。體重：31kg。三圍：B62/ W45/ H66。
皆神孝介的表妹，在孝介的過往印象中是個開朗而活潑的孩子，然而現在卻是分外的嫻靜與怕生。喜歡動物並有著蒐集漂亮石頭的興趣，在山中餵養著一隻野生狐狸。
春日伊呂波（聲：青山由香里）
身高：172cm。體重：61kg。三圍：B92/ W65/ H86。
皆神孝介的青梅竹馬，御奈神村的巫女，同時也是神社家的女兒，由於夏祭即將舉行而練習著神樂。對於工作要求嚴格，是個樂觀開朗的人，對於事情有獨特的看法。兢兢業業做著巫女的工作，也因此沒有時間到村中遊玩。
銀子（聲：芹園宮）
身高：164cm。體重：58kg。三圍：B90/ W64/ H87。
充滿神秘氣息的女子，本名與住所都不詳，平常是個浪漫活潑的大姐，但在一個人時孝介確曾看到她滿臉惆悵著望著天空。據稱是孝介母親的朋友，然而看起來卻只有25歲。會向孝介開些性騷擾玩笑，然而實際上卻很怕羞。

### 次要角色
岩永皐月（聲：柚木Kaname）
身高：163cm。體重：59kg。三圍：B95/ W65/ H89。
孝介的阿姨，也是翔子的母親，然而卻很年輕，對孝介來說就像姐姐一樣，是孝介初戀的對象。待人溫和親切，然而生起氣來卻很恐怖。喜歡吃零食，然而因為禁止翔子吃零食之故，只能偷偷的大吃。
高見沙智子（聲：青葉林檎）
身高：150cm。體重：38kg。三圍：B60/ W42/ H52。
村中高見（タカミ）雜貨店的小孩，與奶奶同住經營著雜貨店。是個要強的人，討厭弱氣的翔子，往往想清楚之前就行動，也因此常在明白真相時自爆。有著一顆溫柔的心，表達時卻很不直率。
南戸朱音
身高：162cm。體重：58kg。三圍：B89/ W62/ H88。
御奈神村的巫女，是伊呂波的前輩。曾在東京上學，現與母親同住，因為求職問題而在老家的神社工作，需要通勤上班。是個親切的大姐姐，喜歡貓。
稻垣美里（聲：有栖川みや美）
身高：156cm。體重：52kg。三圍：B80/ W51/ H78。
沙智子與翔子的班導，是以前住在孝介家附近的大姐姐，陪孝介一起遊玩的青梅竹馬。個性開朗，由於曾經被野獸襲擊，討厭兇猛的動物。與朱音因為同樣是單身女性，而成為了酒友。
皆神沙弥
孝介與咲夜的母親，也是皐月的姊姊，是個行事作風豪爽明快的人。

## 主題歌
片頭曲
作詞・作曲：瀬名 / 編曲：井ノ原智 / 歌：佐藤ひろ美
插入曲
作詞・作曲・アカペラコーラス&アレンジ：瀬名 / 編曲：井ノ原智 / 歌：佐藤ひろ美
插入曲「Long for・・・」
歌・作詞・作曲：瀬名 / 編曲：伊福部武史
片尾曲
作詞・作曲：kala / 編曲：森まもる / 歌：tohko

## 相關作品
黃昏的禁忌之藥 官方設定畫集（日语：黄昏のシンセミア 公式ビジュアルファンブック）
發售日期：2010年11月10日。（ISBN 9784048953030）
《黃昏的禁忌之藥 ~ 從枝葉間灑落的冬陽 ~》（輕小說）
作画：オダワラハコネ　原作：あっぷりけ
| 冊數 | 櫻之杜文庫   | 櫻之杜文庫             | 台灣東販      | 台灣東販           |
| 冊數 | 初版發售日期 | ISBN                   | 初版發售日期  | ISBN               |
| ---- | ------------ | ---------------------- | ------------- | ------------------ |
| 1    | 2013年7月5日 | ISBN 978-4-89199-160-9 | 2015年2月15日 | ISBN 9789863316398 |

## 評價
《黃昏的禁忌之藥》獲得「2010年萌系遊戲大賞」的玩家支持獎、腳本獎、主題歌獎、BGM獎、繪圖獎、角色設計獎、純愛系作品獎、變態系作品獎共八項金獎，最終獲得年度金獎。

## 註腳
1. 1 2 3 4 5 6 7 8 9  . Getchu.com.   [2020-10-18]. （原始内容存档于2019-12-28） （日语）.
2. ↑  . Getchu.com.   [2015年11月8日]. （原始内容存档于2018年6月1日） （日语）.
3. ↑  . 4Gamer.net.   [2020-10-18]. （原始内容存档于2020-10-22） （日语）.
4. ↑  .   [2012-02-29]. （原始内容存档于2021-05-27）.
5. ↑  .   [2012-02-29]. （原始内容存档于2021-04-24）.
6. ↑  以「シンセミア」(西班牙語：Sinsemilla)命名其最終劇本，與遊戲中羽衣天女的故事有關。
7. ↑   （页面存档备份，存于），日本作家阿部和重也著有長篇小說《シンセミア》一書，也是以神社小鎮為背景。
8. ↑  .   [2012-02-29]. （原始内容存档于2007-10-13） （日语）.
9. ↑  . ErogeTrailers.   [2014年8月20日]. （原始内容存档于2020年1月17日） （日语）.
10. ↑  . 日本亞馬遜.   [2016年11月20日] （日语）.
11. ↑  . 日本亞馬遜.   [2016年11月20日] （日语）.
12. ↑  . 台灣東販.   [2016年11月20日]. （原始内容存档于2016年11月20日）.
13. ↑  .   [2014-05-05]. （原始内容存档于2014-05-05） （日语）.

## 外部連結
- 黄昏のシンセミア官方網站 （页面存档备份，存于）（日語）
- Android版官方網站 （页面存档备份，存于）（日語）
- 黄昏の先にのぼる明日 -あっぷりけFanDisc-官方網站 （页面存档备份，存于）（日語）